# Formicarius
Formicarius là một chi chim trong họ Formicariidae.

## Các loài
- Formicarius colma.
- Formicarius analis.
- Formicarius moniliger.
- Formicarius rufifrons.
- Formicarius nigricapillus.
- Formicarius rufipectus.